# حقول قرب رايسفايك والشينكفيغ
حقول بالقرب من رايسفايك والشينكفيغ هي لوحة مائية رسمها الرسام الهولندي فينسنت فان غوخ في يناير 1882، قُريب سُكناه في لاهاي.
تظهر اللوحة المنظر من نافذة الاستوديو الخاص به على الروافد الخارجية للاهاي عند شينكفيغ، التي كانت تخضع آنذاك لفترة من التخطيط الحضري. يمتد المنظر على خندق شينكفيغ تجاه محطة سكك راينسبور الحديدية المشيّدة حديثًا، والتي بُنيت من أجل سكة حديد أترخت – خاودا – لاهاي، التي صار اسمها اليوم محطة سكك حديد لاهاي المركزية. كانت رايسفايك آنذاك مجتمعًا ريفيًا صغيرة في الجنوب، على حدود دلفت لكنها تمتد حتى لاهاي. تنازلت رايسفايك عن الأرض التي بُنيت عليها راينسبور للاهاي. وهي الآن ضاحية من ضواحي لاهاي.
اللوحة من أُوَل اللوحات التي رسمها فان غوخ. رغم أنه مارس الرسم لسنوات عديدة وكان يستخدم الألوان المائية بين الحين والآخر، لم يعتنق الرسم كما يجب حتى زيارته الدراسية لنسيبه ومرشده أنتون ماوف في لاهاي بديسمبر 1881.

## خلفية
في نهاية أغسطس 1881، زار فان غوخ نسيبه أنتون ماوف، وهو رسام مرموق وناجح وعضو بارز في مدرسة لاهاي، وأراه بعض الدراسات والرسومات التي أنجزها. شجعه ماوف واقترح عليه أن يبدأ الرسم. في نهاية نوفمبر التالي، عاد فان غوخ إلى لاهاي لمدة شهر ليتلقى دروسًا عند ماوف، وكان في خلال ذلك يراه يوميًا تقريبًا.
عاد إلى منزل عائلته في إيتن بعيد الميلاد بنية إنشاء استوديو هناك، لكنه تشاجر شجارًا شديدًا مع والده، الذي كان قسًا، بسبب رفضه الذهاب إلى الكنيسة في يوم الميلاد. كان ذلك بدوره نتيجة مرارته بسبب حبه المرفوض لابنة عمه الأرملة كي فوس ستريكر، ما أدى إلى الكثير من التوتر العائلي في ذاك العام. غادر المنزل في نفس يوم الميلاد وعاد إلى لاهاي، وقرر إقامة الاستديو الخاص به هناك.

## في شينكفيغ
تتربع شينكفيغ على بُعد أقل من من ميل إلى الشرق من مركز لاهاي. كانت في ذلك الوقت منطقة ريفية مفتوحة، وهي أرض مستصلحة من البحر في العصور الوسطى، ولكنها بيعت بالتدريج من أجل التطوير. بُنيت هذه التطويرات الجديدة بناءً بخسًا، وجذبت طبقة أقل ثراء من الناس. يمتد التجمع الحضري اليوم مسافة ثلاثة أميال أخرى شرقًا، على الرغم من وجود متنزه واسع وغابات شمال شينكفيغ تسمى هاغس بوس، وهي إحدى آخر الامتدادات المتبقية للغابات الهولندية القديمة، حيث رسم فان غوخ بعض الدراسات المبكرة في أغسطس 1882.
كان فان غوخ على دراية بمروج رايسفايك. عاشت ابنة عم له اسمها كي فوس ستريكر في هويس تي هورن برايسفيك، وكان فان غوخ ضيفًا متكررًا عند العائلة عندما كان يعمل في شركة غوبيل وكو، التي ساعد عمه فينسنت فان غوخ (سميُّه) بتأسيسها. في إحدى المناسبات المشابهة، ذهب مع أخيه ثيو إلى رايسفايك، على الأرجح ليحضرا حفل عيد ميلاد عمهما الأكبر يوهانس أندريكوس ستريكر الثمانين. بدا أن هذه الرحلة عززت علاقته بأخيه الأصغر لأنه غالبًا ما أشار إليها لاحقًا في رسائله. من الواضح أنهما ناقشا إمكانية أن يصيرا رسامين معًا. يُقال إن الصورة العائلية التي التُقطت في ذلك الوقت (على اليمين) تضم كلًا من فينسنت وثيو، بالإضافة إلى ابنة عمهما كي فوس ستريكر والأختين هانبيك، كارولين وآنيت، اللتين كان فينسنت وثيو يضمران لهما على التوالي حبًا شبابيًا غير متبادل.

### الاستوديو
استأجر فان غوخ الاستوديو الخاص به في 136 شينكفيغ، على بُعد نحو عشرة دقائق سيرًا على الأقدام من استوديو ماوف في 198 أوليبومين (بومسلويترسكاد اليوم). كان الاستوديو في الواقع في شارع جانبي اسمه شينكسترات، قبالة شينكفيغ. تقع محطة راينسبور على بعد حوالي ربع ميل إلى الشمال الغربي. توجد اليوم خطوط سكك حديدية قادمة من الجنوب إلى المحطة من أمستردام، لكنها وُضعت لاحقًا في السبعينيات بعد إنشاء المحطة المركزية. في زمن فان غوخ، كانت السكك الوحيدة تأتي إلى المحطة من الشرق من أترخت، وكان يسير بلا انقطاع إلى ماوف.
كتب فان غوخ أن الاستوديو يواجه الجنوب «تقريبًا». يترتب على ذلك أن المشهد في حقول بالقرب من رايسفايك وشينكفيغ كان من النافذة الخلفية المواجهة للشمال، التي يُفترض أنها بالفعل حيث أوقف فان غوخ موديلاته للحصول على الأفضلية، إذ يفضل الفنانون الضوء القادم من الشمال لأنه أكثر ثباتًا.
كانت أجرة الاستوديو الشهرية 7 غيلدرات، وأدان ماوف فان غوخ مئة غيلدر ليؤثثه، مصرًا على أنه ينبغي له أن يحظى بسرير. زيّن فان غوخ الاستوديو بدراساته الخاصة، ومطبوعات من مجموعة كاملة من ذا غرافيك بين 1870 و1880 حصل عليها بسعر منافس، وزهور وصندوقين من المصابيح. وأعلن أنه سعيد وراضٍ بالنتيجة. ومع ذلك، كان السكن من أبسط أنواعه. علق أرنولد بوميرانز قائلًا إنها كانت بداية سلسلة من الغرف ذات الأساس البسيط، والتي صارت لوحة غرفة نوم في آرل رمزًا مشهورًا عالميًا لها في نهاية المطاف.
استخدم فان غوخ الاستوديو الخاص به لرسم الموديلات، إما مباشرة في الاستوديو أو لإنهاء الرسومات التي سماها «بالخدوش» والتي رسمها في الشوارع في أماكن أخرى، بما في ذلك جيست على وجه الخصوص، وهي منطقة للطبقة العاملة في لاهاي. في هذه الرحلات الاستكشافية، غالبًا ما كان يرافق معاصره جورج هندريك برايتنر، على الرغم من أن موضوع برايتنر كان المدينة نفسها لا الجسد.
عرّف ماوف فان غوخ إلى استوديو بولشري، مُجتمع الفن الرائد في لاهاي. بصفته عضوًا مشاركًا، كان لفان غوخ الحق برسم الأجساد ليلتين في الأسبوع، لكن بدا أنه لم يستغل هذه الوسيلة كثيرًا. بدلًا من ذلك، اعتمد على مجموعة من الموديلات اللذين وجدهم في أماكن مثل مطابخ الحساء وبيوت الفقراء، والتي أنفق عليها جزءًا كبيرًا من المصروف الذي يرسله له ثيو. من بين هذه الموديلات كانت عشيقته سيين هورنيك، موديل لوحة الأسى، وأدريانوس ياكوبوس زويدرلاند، موديل لوحة عند بوابة الخلود. أدى إصراره المهووس على رسم الموديلات إلى نزاع مع كل من ماوف وراعيه النافذ هيرمانوس تيرستيغ، رئيس فرع شركة غوبيل في لاهاي، والذي عمل لديه فيما مضى. زار ماوف الاستوديو في نهاية يناير، ويبدو أن بروده اللاحق تجاه فان غوخ قد نشأ عن تلك الزيارة، والتي صارت محرجة بسبب الوصول غير المتوقع لإحدى موديلات فان غوخ.